# Bucekia differens
Bucekia differens är en stekelart som först beskrevs av Boucek 1949.  Bucekia differens ingår i släktet Bucekia och familjen bredlårsteklar. Inga underarter finns listade.